# 芝田幸一郎
芝田 幸一郎（しばた こういちろう、Koichiro SHIBATA、1972年 - ）は、日本の考古学者、博士。
研究分野は、ラテンアメリカ研究（スペイン語圏） 、先史人類学。

## 来歴
1996年3月、駒澤大学文学部歴史学科考古学専攻卒業。学芸員資格取得。1998年3月。東京大学教養学部教養学科第二「中南米の文化と社会」分科（現ラテンアメリカ研究コース）卒業（学士入学）。2000年3月、東京大学大学院総合文化研究科超域文化科学専攻文化人類学分野修士課程修了。2001年、ペルー文化庁プロフェッショナル考古学者国家登録。同年4月から2007年9月までペルー・カトリック教皇大学人文科学加盟研究員。2004年3月、東京大学大学院総合文化研究科超域文化科学専攻文化人類学分野博士課程単位取得満期退学 。2004年4月、日本学術振興会 （山形大学人文学部）特別研究員PD。2007年4月、法政大学等非常勤講師。
2011年「ペルー北部中央海岸ネペーニャ谷からみたアンデス形成期社会の競合モデル: 神殿、集う人々、旅する指導者」で博士号（学術、東京大学）取得。
2012年4月、神戸市外国語大学外国語学部総合文化コース准教授。2016年4月より法政大学経済学部准教授。 

## 著書
- 「国立国会図書館サーチ」を参照
- 「CiNii>」を参照